# Бутилированная вода
Бутилированная вода — пищевой продукт, представляющий собой воду, разлитую в стеклянные или пластиковые бутылки для розничного распространения. Объём тары колеблется от 0,33-литровых бутылочек до 19-литровых бутылей для кулеров. Содержимое бутылок может представлять собой:
- питьевую воду
- газированную воду
- минеральную воду
- дистиллированную воду
- деионизированную воду

## Критерии качества питьевой бутилированной воды

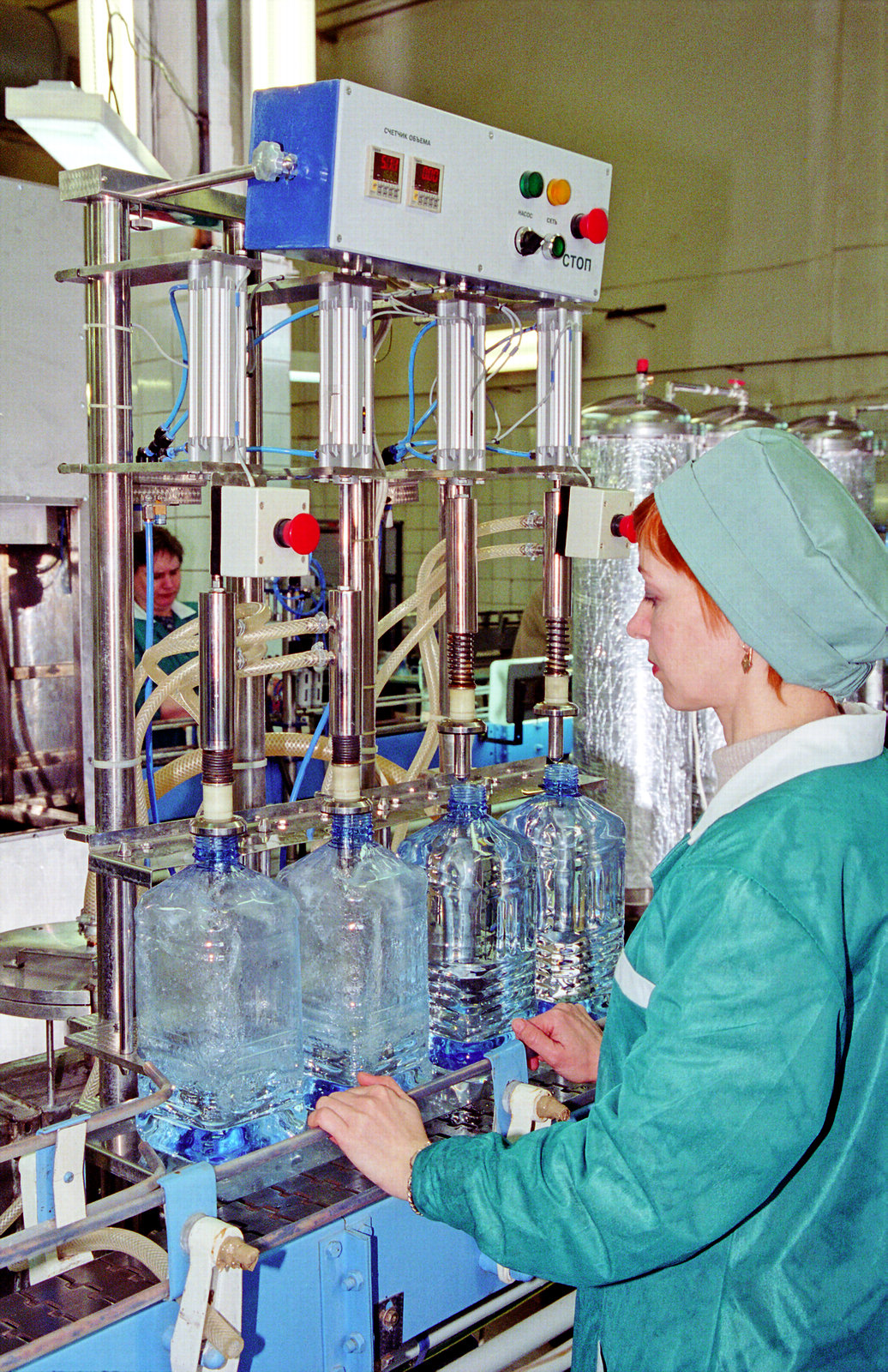
Автомат разливает воду в бутылки равного объёма

В отличие от столовых и минеральных вод, не имеющих чётких критериев отнесения вод к данной категории (кроме параметра общей минерализации), для питьевых бутилированных вод разработана нормативная документация, чётко регламентирующая состав и позволяющая классифицировать бутилированную воду как «Питьевую воду первой категории» и «Питьевую воду высшей категории».
В настоящее время в России основные требования по качеству и безопасности питьевой бутилированной воды определяются двумя нормативными документами:
- ГОСТ 32220-2013 «Питьевая вода, расфасованная в ёмкость»;
- СанПиН 2.1.4.1116-2002 «Питьевая вода. Гигиенические требования к качеству воды, расфасованной в ёмкости. Контроль качества»;
- [[Гл II Р 9. «Единые санитарно-эпидемиологические и гигиенические требования к товарам, подлежащим санитарно-эпидемиологическому надзору (контролю)», утверждённые решением Комиссии Таможенного союза от 28.05.2010 № 299]]

Согласно этим документам питьевая вода должна быть безопасна для потребления человеком по микробиологическим, паразитологическим и радиологическим показателям, безвредна по химическому составу, иметь благоприятные органолептические свойства. Соответствующая таким требованиям вода может потребляться человеком неограниченно на протяжении всей его жизни. В настоящее время оценку соответствия (сертификацию) питьевой воды проводят по 86 показателям безопасности (9 — критерии эстетических свойств, 55 — критерии безвредности химического состава, 2 — критерии радиационной безопасности, 11 — критерии эпидемической безопасности, 9 — критерии физиологической полноценности макро- и микроэлементного состава). Общее солесодержание питьевой воды не должна превышать 1 г/дм³.

### ГОСТ Р 52109-2003 (Статус: Недействующий)

#### (Дата начала действия: 01 июля 2004 г. Дата окончания действия: 01 июля 2015 г.)

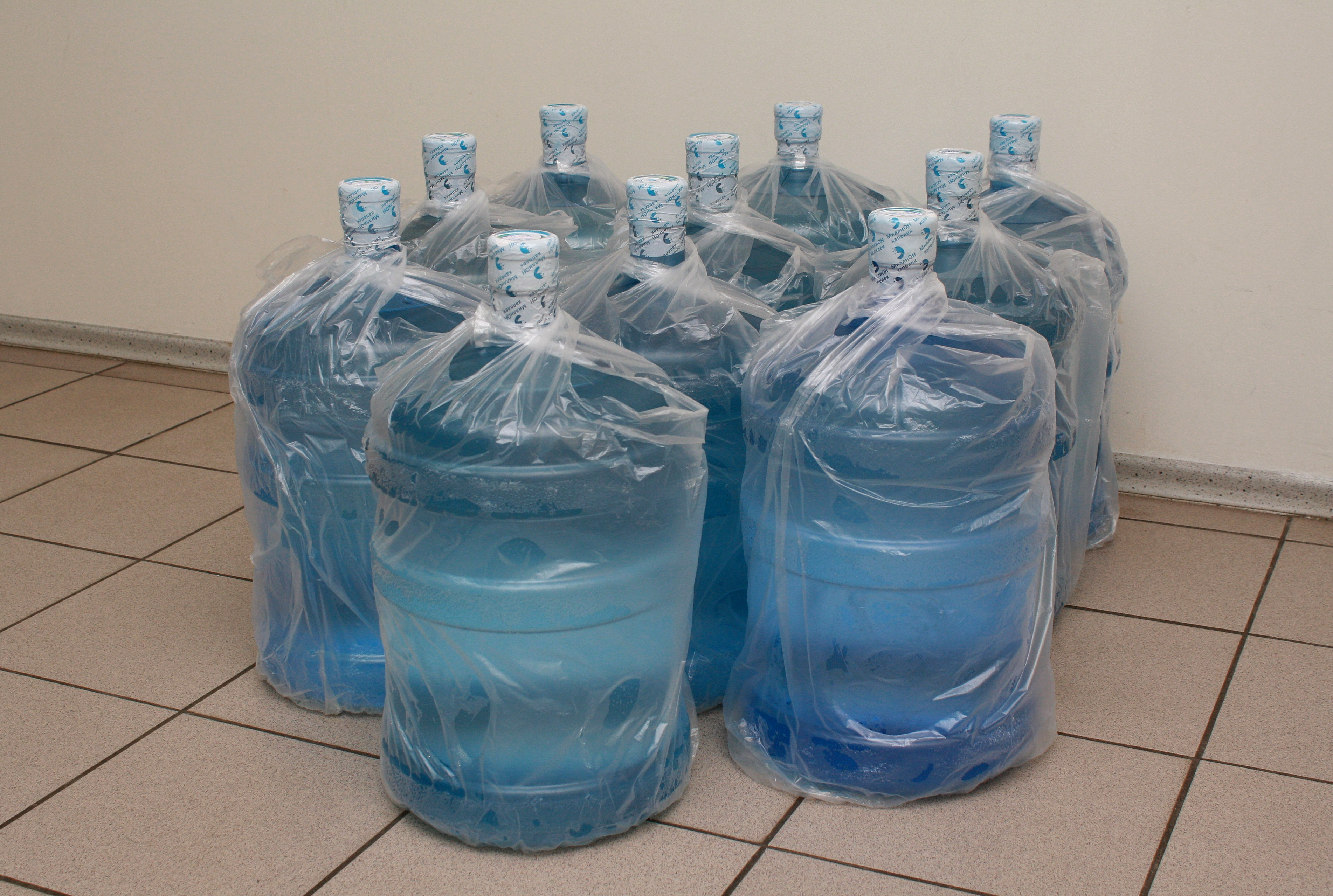
19-литровые бутыли с водой

Данный ГОСТ распространяется на питьевую воду, расфасованную в ёмкости и предназначенную для питьевых целей, а также для приготовления пищевых продуктов, в том числе детского питания, напитков, пищевого льда, и устанавливает общие технические условия производства, поставки, реализации и использования.
Согласно ГОСТ Р 52109-2003, расфасованную воду, в зависимости от качества водоподготовки, подразделяют на две категории:
- питьевая вода первой категории
- питьевая вода высшей категории — выдвигаются более жёсткие требования к процессу водоподготовки, химическому составу, органолептическим, радиологическим и другим показателям.

Прочие критерии отнесения воды к конкретной категории определяются СанПиН 2.1.4.1116-02 «Питьевая вода. Гигиенические требования к качеству воды, расфасованной в ёмкости. Контроль качества».

### СанПиН 2.1.4.1116-2002 (переход на Технический регламент ТР ЕАЭС 044/2017)
Данные санитарно-эпидемиологические правила и нормативы устанавливают гигиенические требования к качеству питьевой воды, расфасованной в ёмкости: бутылки, контейнеры, пакеты, предназначенной для питьевых целей и приготовления пищи, а также требования к организации контроля её качества.
Настоящие санитарные правила имеют целью обеспечить население высококачественной и оптимальной по содержанию биогенных элементов расфасованной водой для укрепления здоровья и предотвратить появление в торговой сети и специальных службах обеспечения (при чрезвычайных ситуациях) некачественных расфасованных вод, потребление которых может привести к нарушению здоровья населения.П.2.1 СанПиН
СанПиН 2.1.4.1116-02 регламентирует:
- 8 критериев эстетических свойств питьевых вод
- 54 критерия химического состава
- 2 показателя радиационной безопасности
- 10 микробиологических и паразитологических показателей
- 9 нормативов характеризующих физиологическую полноценность макро- и микроэлементного состава расфасованной воды

Также данный СанПиН регламентирует 3 вида консервантов (среди которых присутствует наиболее популярный — диоксид углерода).
Ёмкости с бутилированной водой могут быть помечены как:
- «бутилированная»
- «питьевая»
- «артезианская»
- «минерализованная»
- «очищенная»
- «ключевая»
- «колодезная»
- «газированная».

Бутилированная вода также подразделяется на воду для персонального и хозяйственного употребления. Последняя, как правило, негазированная вода в ПЭТ бутылях (3 и более литров).
Бутилированная вода подразделяется на минеральную и питьевую.
Минеральная вода — это вода соответствующим образом зарегистрированного подземного источника (скважины) с сохранённым первоначальным составом минеральных веществ. Минеральные воды оказывают лечебный эффект, но при соблюдении ряда условий (определённой температуры, схемы приёма и, зачастую, немедленного потребления у источника). Пить минеральную воду литрами и считать это лечением — заблуждение, а иногда и вред. Лечиться водой можно и нужно, но желательно на курорте или, если вне курорта, то под обязательным контролем врача.
С осознанием этой проблемы, проведя маркетинговые исследования, производители бутилированной воды сегодня увеличивают предложение столовой и питьевой воды на рынке абсолютно безвредных по показателю минерализации, то есть упор в продвижении своего товара они делают на чистоту бутилированной воды в сравнении с проблемной водой из-под крана и лучшую «жаждоутоляемость» в противовес газированным напиткам. Средняя минерализация такой воды 0,1-0,35 г/л считается безопасной и рекомендована для повседневного потребления. При розливе природной воды по СанПиНам не допускается изменение состава добываемой воды. Если же производитель очищает воду с помощью оборудования, то ужесточаются требования именно к составу, а не к источнику. В любом случае оценить качество воды можно только с помощью химического и микробиологического анализа.
Розлив бутилированной воды производят при помощи специальных машин. Существуют как полуавтоматические устройства для розлива, так и комплексные полностью автоматические линии для розлива и упаковки готовой бутилированной продукции. В зависимости от требуемой производительности и количества использования ручного человеческого труда подбирают наиболее подходящий состав машин и аппаратов участка розлива.